# César René Cuenca
César René Cuenca est un boxeur argentin né le 18 janvier 1981 à Tres Isletas.

## Carrière
Passé professionnel en 2002, il est champion d'Argentine des poids super-légers entre 2005 et 2010 puis remporte le titre vacant de champion du monde IBF de la catégorie le 18 juillet 2015 après sa victoire aux points contre le chinois Ik Yang à Macao. Cuenca est en revanche battu dès le combat suivant par arrêt de l'arbitre au 6e round contre Eduard Troyanovsky le 4 novembre 2015 puis au 7e round le 8 avril 2016.